# Podolepis robusta
Podolepis robusta là một loài thực vật có hoa trong họ Cúc. Loài này được (Maiden & Betche) J.H.Willis miêu tả khoa học đầu tiên năm 1954.